# Paul Saunière
Paul Saunière (Paris, 1827 — 1894) foi um escritor e diarista francês, secretário particular de Alexandre Dumas, pai. Com ele terá aprendido as técnicas de construção dos romances de aventuras. Passa então a publicar as suas obras, caracterizadas pela acção, pelo mistério e pelos diálogos pitorescos. Foi um autor de sucesso, digno sucessor do seu mestre e amigo.